# Selezioni giovanili della nazionale maschile di pallacanestro della Slovenia
Le selezioni giovanili della nazionale di pallacanestro della Slovenia sono gestite dalla Federazione cestistica della Slovenia e partecipano ai tornei cestistici internazionali per squadre nazionali, limitatamente a specifiche classi d'età.

## Under-21
Rappresenta i migliori giocatori di nazionalità slovena di età non superiore ai 21 anni. Partecipa a tutte le manifestazioni internazionali giovanili di pallacanestro per nazioni gestite dalla FIBA.

### Partecipazioni
Mondiali Under-21
- 2001 - 6º
- 2005 - 8º

 Slovenia under 21 - Campionato mondiale maschile di pallacanestro Under-21 20014 Ožbolt, 5 Joksimovič, 6 Brolih, 7 Antonijevič, 8 Klepo, 9 Miletić, 10 Jokić, 11 Zagorac, 12 Nachbar, 13 Pavič, 14 Skornik, 15 Lorbek,        All. Zoran Martič
 Slovenia under 21 - Campionato mondiale maschile di pallacanestro Under-21 20054 Vrečko, 5 Urbanc, 6 Zagorc, 7 Črešnar, 8 Fon, 9 Venta, 11 Zagorac, 12 Julević, 13 Lorbek, 14 Rizvić, 15 Sebič,        All. Ivan Periča

## Under-20
Rappresenta i migliori giocatori di nazionalità slovena di età non superiore ai 20 anni. Partecipa a tutte le manifestazioni internazionali giovanili di pallacanestro per nazioni gestite dalla FIBA.
Nel corso degli anni questa selezione ha subìto alcuni cambiamenti nel nome, dovuti agli adeguamenti nelle normative della FIBA in fatto di classificazione delle categorie giovanili.
Agli inizi la denominazione originaria era Nazionale Juniores, in quanto la FIBA classificava le fasce di età sotto i 22 anni con la denominazione "juniores". In seguito, denominazione e fasce di età sono state equiparate, divenendo Nazionale Under 22. Dal 2000, la FIBA ha modificato nuovamente il tutto, equiparando sotto la dicitura "under 20" sia denominazione che fasce di età. Da allora la selezione ha preso il nome attuale.
Si è formata nel 1992, dopo le guerre che hanno dissolto lo Stato jugoslavo, e rappresenta la selezione che ha raccolto i maggiori successi in campo internazionale per tutto il basket nazionale sloveno.

### Partecipazioni
FIBA EuroBasket Under-20
- 1994 - 8°
- 1996 - 7º
- 1998 -  2º
- 2000 -  1º
- 2002 - 6º

- 2004 -  1º
- 2005 - 10º
- 2006 -  3º
- 2007 - 5°
- 2008 - 14°

- 2009 - 13º
- 2010 - 12º
- 2011 - 11º
- 2012 - 7º
- 2013 - 10°

- 2014 - 12°
- 2015 - 13°
- 2016 - 9°
- 2017 - 14°
- 2019 - 11°

- 2022 - 10°
- 2023 - 11°
- 2024 -  2º
- 2025 - 7°

 Slovenia under 22 - Campionato europeo maschile di pallacanestro Under-22 19944 Murovec, 5 Nesterovič, 6 Milič, 7 Kunc, 8 Trifunovič, 9 Šetina, 10 Zaletel, 11 Tušek, 12 Duščak, 13 Gorenc, 14 Jovanovič, 15 Cizej,        All. Lado Gorjan
 Slovenia under 22 - Campionato europeo maschile di pallacanestro Under-22 19964 Thaler, 6 Nachbar, 7 Rituper, 8 Šporar, 9 Jagodnik, 10 Duščak, 11 Tušek, 12 Milič, 13 Hafnar, 14 Drobnjak, 15 Nesterovič,        All. Andrej Urlep
 Slovenia under 22 - Campionato europeo maschile di pallacanestro Under-22 19984 Jurak, 5 Lakovič, 6 Kobale, 7 Verginella, 8 Smodiš, 9 Hafnar, 10 Šporar, 11 Maravič, 12 Đurković, 13 Novak, 14 Drobnjak, 15 Brezec,        All. Zoran Martič
 Slovenia under 20 - Campionato europeo maschile di pallacanestro Under-20 20004 Kadic, 5 Jokić, 6 Brolih, 7 Bečirovič, 8 Klepo, 9 Kobe, 10 Vidic, 11 Skornik, 12 Zagorac, 13 Pavič, 14 Zalokar, 15 Nachbar,        All. Zoran Martič
 Slovenia under 20 - Campionato europeo maschile di pallacanestro Under-20 20024 Strnad, 5 Slokar, 6 Vujačić, 7 D. Lorbek, 8 Ivašković, 9 Udrih, 10 Buršić, 11 Zagorac, 12 Zupan, 13 Ćapin, 14 Mučič, 15 E. Lorbek,        All. Mehmed Bečirovič
 Slovenia under 20 - Campionato europeo maschile di pallacanestro Under-20 20044 Močnik, 5 Vrečko, 6 D. Lorbek, 7 Venta, 8 Fon, 9 Dmitrovic, 10 Dragić, 11 Zagorac, 12 Julević, 13 Sebič, 14 Rizvić, 15 E. Lorbek,        All. Ivan Sunara
 Slovenia under 20 - Campionato europeo maschile di pallacanestro Under-20 20054 Jersin, 5 Vrečko, 6 Marković, 7 Rozman, 8 Begić, 9 Dragić, 10 Bajramlič, 11 Marolt, 12 Čebular, 13 Čuković, 14 Močnik, 15 Črešnar,        All. Miro Alilović
 Slovenia under 20 - Campionato europeo maschile di pallacanestro Under-20 20064 Ambrož, 5 Preldžič, 7 Glavaš, 8 Klobučar, 9 Perko, 10 Hohler, 11 Vidmar, 13 Krušič, 14 Remus, 15 Brčina,        All. Miro Alilović
 Slovenia under 20 - Campionato europeo maschile di pallacanestro Under-20 20074 Perko, 5 Preldžič, 6 Krišto, 7 Močnik, 8 Klobučar, 9 Mlakar, 10 Lorbek, 11 Brčina, 12 Koštomaj, 13 Krušič, 14 Čigoja, 15 Vidmar,        All. Miro Alilović
 Slovenia under 20 - Campionato europeo maschile di pallacanestro Under-20 20084 Trampuš, 5 Virk, 6 Tomić, 7 Lapornik, 8 Mulalić, 9 Vujasinović, 10 Gavrić, 11 Bilić, 12 Muha, 13 Dragić, 14 Čigoja, 15 Alispahić,        All. Miro Alilović
 Slovenia under 20 - Campionato europeo maschile di pallacanestro Under-20 20094 Zadnik, 5 Kovačevič, 6 Lekić, 7 Percel, 8 Murić, 9 Vujasinović, 10 Dragić, 11 Vranjković, 12 Jotić, 13 Mahkovic, 14 Dimec, 15 Blažič,        All. Radomir Mijanovič
 Slovenia under 20 - Campionato europeo maschile di pallacanestro Under-20 20104 Zadnik, 5 Sarajlija, 6 Lekić, 7 Kobal, 8 D. Murić, 9 Pelko, 10 Čebašek, 11 Vranjković, 12 E. Murić, 13 Mahkovic, 14 Dimec, 15 Buda,        All. Radomir Mijanovič
 Slovenia under 20 - Campionato europeo maschile di pallacanestro Under-20 20114 Prepelič, 5 Jerman, 6 Brodnik, 7 Nikolić, 8 Murić, 9 Ferme, 10 Špan, 11 Omić, 12 Pajić, 13 Korošec, 14 Besedić,        All. Radomir Mijanovič
 Slovenia under 20 - Campionato europeo maschile di pallacanestro Under-20 20124 Špan, 5 Rupnik, 6 Brodnik, 7 Prepelič, 8 Besedić, 9 Vašl, 10 Omić, 11 Rojc, 12 Pajić, 13 Lapornik, 14 Dimec, 15 Morina,        All. Zmago Sagadin
 Slovenia under 20 - Campionato europeo maschile di pallacanestro Under-20 20134 Tomić, 5 Rupnik, 6 Rojc, 7 Hrovat, 8 Bratož, 9 Kastrati, 10 Fifolt, 11 Mežan, 12 Dimec, 13 Lapornik, 14 Maček, 15 Bolčina,        All. Damjan Novaković
 Slovenia under 20 - Campionato europeo maschile di pallacanestro Under-20 20144 Nikolić, 5 Kastrati, 6 Zatežič, 7 Rizman, 8 Kokol, 9 Rebec, 10 Dolensek, 11 Ritlop, 12 Stražar, 13 Gabrovšek, 14 Karavdić, 15 Bolčina,        All. Damjan Novaković
 Slovenia under 20 - Campionato europeo maschile di pallacanestro Under-20 20154 Špan, 5 Nikolić, 6 Janc, 7 Čančar, 8 Kokol, 9 Mesiček, 10 Šantelj, 11 Grušovnik, 12 Kosi, 13 Ritlop, 14 Barbarič, 15 Karavdić,        All. Damjan Novaković
 Slovenia under 20 - Campionato europeo maschile di pallacanestro Under-20 20164 Šiško, 5 Marinč, 6 Sajevic, 7 Čančar, 8 Kraljević, 9 Grubelič, 10 Durnik, 11 Martinčič, 12 Zupan, 13 Kosi, 14 Ožegovič, 15 Habat,        All. Aleksander Sekulić
 Slovenia under 20 - Campionato europeo maschile di pallacanestro Under-20 20174 Oman, 5 Durnik, 6 Ledl, 7 Bratec, 8 Habat, 9 Barič, 10 Vesel, 11 Martinčič, 12 Šiško, 13 Rožanc, 14 Mlakar, 15 Macura,        All. Aleksander Sekulić
 Slovenia under 20 - Campionato europeo maschile di pallacanestro Under-20 20194 Strel, 5 Jernej Heine, 6 Škedelj, 7 Klavzar, 8 Jogan, 9 Hirschmann, 10 Licen, 11 Stipaničev, 12 Tovilovic, 13 Kralj, 14 Tomazic, 15 Stergar,        All. Dejan Jakara
 Slovenia under 20 - Campionato europeo maschile di pallacanestro Under-20 20224 Čibej, 5 Ščuka, 6 Urbiha, 7 Mirtič, 8 Frelih, 9 Klavžar, 10 Duščak, 11 Ivanković, 12 Daneu, 13 Jurković, 14 Ciani, 15 Sivka,        All. Peter Markovinovič
 Slovenia under 20 - Campionato europeo maschile di pallacanestro Under-20 20234 Lamut, 5 Flerin, 6 Urbiha, 7 Klavžar, 8 Samar, 9 Klobučar, 10 Kavkler, 11 Ivanković, 12 Ciani, 13 Mirtič, 14 Mikuš, 15 Dolnicar,        All. Peter Markovinovič

## Under-19
Rappresenta i migliori giocatori di nazionalità slovena di età non superiore ai 19 anni. Partecipa a tutte le manifestazioni internazionali giovanili di pallacanestro per nazioni gestite dalla FIBA.

### Partecipazioni
Mondiali Under-19
- 2003 - 7°
- 2023 - 9°

 Slovenia under 19 - Campionato mondiale maschile di pallacanestro Under-19 20034 Močnik, 5 D. Lorbek, 6 Košir, 7 Šmigić, 8 Fon, 9 Bajramlić, 10 Mali, 11 Zagorac, 12 Urbanc, 13 Sebič, 14 Rizvić, 15 E. Lorbek,        All. -

## Under-18
Rappresenta i migliori giocatori di nazionalità slovena di età non superiore ai 18 anni. Partecipa a tutte le manifestazioni internazionali giovanili di pallacanestro per nazioni gestite dalla FIBA.
Agli inizi la denominazione originaria era Nazionale Cadetti, in quanto la FIBA classificava le fasce di età sotto i 18 anni con la denominazione "cadetti". Dal 2000, la FIBA ha modificato il tutto, equiparando sotto la dicitura "under 18" sia denominazione che fasce di età. Da allora la selezione ha preso il nome attuale.
Fino al 1991, gli atleti sloveni partecipavano alle competizioni internazionali di categoria, nelle file della omonima nazionale jugoslava.

Il team si è formato nel 1992, dopo le guerre che hanno dissolto lo Stato jugoslavo.

### Partecipazioni
FIBA EuroBasket Under-18
- 1994 - 7°
- 1998 - 7°
- 2000 - 9°
- 2002 -  2°
- 2005 - 10°

- 2006 - 14°
- 2007 - 15°
- 2009 - 12°
- 2010 - 10°
- 2011 - 12°

- 2012 - 10°
- 2013 - 16°
- 2016 - 11°
- 2017 - 14°
- 2019 -  3°

- 2022 - 4°

## Under-17
Rappresenta i migliori giocatori di nazionalità slovena di età non superiore ai 17 anni. Partecipa a tutte le manifestazioni internazionali giovanili di pallacanestro per nazioni gestite dalla FIBA.

### Partecipazioni
Mondiali Under-17
- 2022 - 7°

## Under-16
Rappresenta i migliori giocatori di nazionalità slovena di età non superiore ai 16 anni. Partecipa a tutte le manifestazioni internazionali giovanili di pallacanestro per nazioni gestite dalla FIBA.
Agli inizi la denominazione originaria era nazionale Allievi, in quanto la FIBA classificava le fasce di età sotto i 18 anni con la denominazione "allievi". Dal 2000, la FIBA ha modificato il tutto, equiparando sotto la dicitura "under 16" sia denominazione che fasce di età. Da allora la selezione ha preso il nome attuale.
Fino al 1991, gli atleti sloveni partecipavano alle competizioni internazionali di categoria, nelle file della omonima nazionale jugoslava.

Il team si è formato nel 1992, dopo le guerre che hanno dissolto lo Stato jugoslavo.

### Partecipazioni
FIBA EuroBasket Under-16
- 1997 - 7°
- 1999 - 12°
- 2003 - 6°
- 2004 - 8°
- 2005 - 12°

- 2006 - 13°
- 2007 - 15°
- 2012 - 14°
- 2017 - 10°
- 2018 - 13°

- 2019 - 10°
- 2022 - 7°